# Anaïs Nin
Anaïs Nin Culmell, bautizada como Ángela Anaïs Juana Antolina Rosa Edelmira Nin Culmell (Neuilly-sur-Seine, Francia, 21 de febrero de 1903-Los Ángeles, 14 de enero de 1977), fue una escritora nacionalizada estadounidense, nacida de padres cubano-españoles. Después de haber pasado gran parte de su infancia con sus familiares, se naturalizó como ciudadana estadounidense; vivió y trabajó en París, Nueva York y Los Ángeles. Autora de novelas vanguardistas en el estilo surrealista y erótico, es principalmente conocida por sus escritos sobre su vida y su tiempo recopilados en los llamados Diarios de Anaïs Nin, volúmenes del I al VII.
Nin comenzó a escribir su diario a comienzos del siglo XX, a la edad de once años. Continuó escribiendo en sus diarios por varias décadas, y a lo largo de la vida conoció y se relacionó con mucha gente interesante e influyente del mundo artístico y literario, así como del mundo de la psicología, entre quienes se cuenta a Henry Miller, Antonin Artaud, Otto Rank, Salvador Dalí, Edmund Wilson, Gore Vidal, James Agee y Lawrence Durrell.
Los manuscritos originales de sus diarios, que constan de 35 000 páginas, se encuentran actualmente en el Departamento de Colecciones Especiales de la UCLA (Universidad de California en Los Ángeles).

## Reseña biográfica
Anaïs Nin nació el 21 de febrero de 1903 en Neuilly-sur-Seine, Francia. Sus padres fueron el compositor y pianista cubano de ascendencia española Joaquín Nin y la cantante cubana de orígenes francés y danés Rosa Culmell, casados en 1902. Durante su infancia su familia viajaba mucho por trabajo, su hermano Thorvald Nin Culmell, empresario, nació en 1905 en La Habana, y su hermano Joaquín Nin-Culmell, compositor, nació en 1908 en Berlín.
Cuando contaba con once años su padre abandonó a esposa e hijos en Barcelona en 1914. Este abandono, que marcó a Nin durante gran parte de su vida, fue también el detonante para que ella comenzara a escribir sobre su vida en sus diarios, los cuales se iniciaron como una carta dirigida a su padre, con quien no tuvo contacto durante los siguientes 20 años. 
A los 19 años consigue un trabajo como modelo y bailarina de flamenco y se casa en La Habana (Cuba) con el banquero Hugh Parker Guiler, con quien se marcha a vivir a París en donde estudia danza española con Francisco Miralles Arnau durante los años 1927 a 1930. Una vida aburrida y la lectura de D. H. Lawrence la convencen para hacerse escritora. 
En 1930 publica un ensayo sobre Lawrence y un año después conoce a Henry Miller, quedando ambos mutuamente admirados e iniciando una correspondencia apasionada. Se convierten en amantes y aunque años después dejaron de serlo, mantuvieron contacto por medio de cartas por el resto de sus vidas. También fue amante de la mujer de Miller, June, con quien practicó, además, el voyeurismo.
Empieza a escribir una novela en París, titulada La casa del incesto. Tras ser psicoanalizada primero por el Dr. René Allendy y después por Otto Rank (con los que mantuvo relaciones amorosas también), profundiza en el estudio del psicoanálisis, y posteriormente trabaja una temporada como psicoanalista en Nueva York, apoyada por Rank. Se reencuentra con su padre, Joaquín Nin, en Louveciennes, 20 años después de su abandono. Según sus Diarios, los dos se involucran en una apasionada relación incestuosa, que fue negada por el hermano de Anaïs, según declaración de la escritora cubana Zoé Valdés. Escribe Invierno de artificio y publica La casa del incesto, edición que confeccionó en una rústica imprenta que montó en una buhardilla de Macdougal Street, en Nueva York y que utilizó para imprimir sus libros y los de sus amigos.
En 1939 emigra a Estados Unidos y allí se convierte en la primera mujer que publica relatos eróticos, Delta de Venus, que denota una fuerte influencia del Kamasutra.[cita requerida] Enfrentada con una necesidad desesperada de conseguir dinero, Nin y Miller comenzaron en la década de 1940 a escribir narrativas eróticas y pornográficas para un «coleccionista anónimo» a un dólar por página. Nin consideraba los personajes de sus escritos eróticos como caricaturas extremas y no pretendía publicarlos, pero cambió de opinión a principios de la década de 1970 y permitió que se publicaran a modo de compilaciones en Delta de Venus y Pajaritos.
En su propia editorial, publica en 1947 En una campana de cristal, que es bien recibido por la crítica, destacando el comentario de Edmund Wilson. El éxito definitivo le llega en 1966 con la publicación de su diario, aunque al tiempo su salud se resquebraja por causa de un tumor de ovarios. Se la reconoce como pionera de la liberación de la mujer.
En 1955 se casa por segunda vez con Rupert Pole, sin haberse divorciado de su primer esposo Hugh Guiler. Por años, Nin mantuvo una doble vida, dividiendo su tiempo entre una modesta casa con Rupert Pole en Sierra Madre, California y un opulento apartamento con Hugh Guiler, en Nueva York. Nin nunca se divorció de Guiler, quien toleraba los affairs de su esposa, incluido el que tenía con Pole, aunque se cree que no supo del segundo matrimonio. Nin apreciaba la devoción inquebrantable de Guiler, y también su dinero, el cual la ayudaba a financiar su vida en California con Pole.
En 1966, cuando Anaïs entró en la notoriedad pública por el éxito de sus diarios, el temor a que su poliandria saliera a la luz la hizo anular su matrimonio con Pole, pero continuó viviendo alternadamente con Pole y con Guiler, hasta que a mediados de los años setenta, cuando el cáncer ya no le permitió viajar a Nueva York, Nin se quedó a vivir a tiempo completo con Pole.
Nin ha sido aclamada por muchos críticos como una de las más notables escritoras de literatura erótica femenina. Fue una de las primeras mujeres en realmente explorar el mundo de la literatura erótica, y ciertamente la primera mujer occidental destacada por escribir literatura erótica. Antes que ella, la literatura erótica escrita por mujeres era muy escasa, con algunas pocas notables excepciones.
Su obra ha sido llevada al cine en Henry y June (1990), dirigida por Philip Kaufman, y al teatro con La casa del incesto en adaptación de Georgina Tábora.
En 1973 recibió el doctorado honoris causa del Philadelphia College of Art. Fue elegida para el Instituto Nacional de las Artes y las Letras en 1974. A su muerte, su cuerpo fue incinerado y sus cenizas esparcidas sobre la bahía de Santa Mónica.
En 2021 se publicó una novela gráfica de Léonie Bischoff, titulada Anaïs Nin en un mar de mentiras, basada en sus Diarios, Incesto y Henry y June.

## Diarios de Anaïs Nin: versiones inexpurgadas
La razón por la que existen en la actualidad dos versiones publicadas de sus diarios se debe a que mucha de la gente que Anaïs menciona en sus diarios estaba aún viva cuando el primer volumen fue publicado en la década de 1960, por lo que porciones considerables de los diarios tuvieron que ser censuradas. Conforme pasó el tiempo y muchas de las personas mencionadas en el diario fueron falleciendo, comenzaron a publicarse versiones «inexpurgadas» o sin censura de los diarios. Ambas versiones son interesantes porque contienen material único, las versiones «inexpurgadas» en su mayor parte ignoran el material que se cubrió en las primeras versiones.

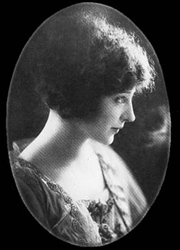
Anaïs Nin en 1920.

Los cuatro volúmenes de los diarios inexpurgados son los siguientes:
Henry, su mujer y yo. Diario amoroso (1931-1932) (también llamado Henry y June) se recomienda como un buen comienzo para los lectores que no estén previamente familiarizados con Anaïs y su trabajo. Este libro describe la forma en que Anaïs maneja el triángulo amoroso en el que se ve envuelta con Henry Miller (autor de  Trópico de Cáncer) y su esposa June. ISBN 950-04-2798-2, ISBN 978-950-04-2798-2.
Incesto. Diario amoroso (1932-1934) retoma la historia donde se quedó el diario anterior. Algunas personas encuentran este libro perturbador porque Anaïs describe en él un aborto involuntario en etapa avanzada de embarazo y, en opinión de algunos, idealiza una relación romántica y sexual con su padre, con el que se reencuentra (y enamora) después de 20 años de no verlo.
Fuego. Diario amoroso (1934-1937) nos describe el arribo de Anaïs a Nueva York a donde ha ido escapando de su esposo y de su amante Henry Miller, para regocijarse en el análisis (y cama) del psicoanalista Otto Rank (uno de los primeros discípulos de Sigmund Freud).
Más cerca de la luna. Diario amoroso (1937-1939) Anaïs se encuentra a mediados de la treintena, encuentra una comprensión más profunda de ella misma y de sus complejas relaciones  con su esposo Hugo, con Henry Miller y con su amante sudamericano.
Espejismos. Diario amoroso (1939-1947) En Espejismos aparece una Anaïs con toda su fuerza, las dudas de la rutina, la fogosidad de los afectos, la desazón por la precariedad en su trabajo de escritora.
Al menos de los primeros tres de estos diarios, existen publicadas traducciones al castellano.

## Diarios de Anaïs Nin: versiones originales
Estas son las versiones originales de los diarios que fueron publicadas. Están censuradas, y en muchos casos los nombres han sido cambiados. Como dato curioso, el esposo de Anaïs, Hugo, decide no ser incluido en los diarios, por lo que Anaïs no menciona en ningún momento su matrimonio con él.
El Diario de Anaïs Nin, volumen 1 (1931-1934). cubre los años en Francia a las afueras de París donde conoce a Henry Miller. Su esposa June publica su libro sobre D. H. Lawrence y desarrolla un profundo interés por el psicoanálisis.
El Diario de Anaïs Nin, volumen 2 (1934-1939). Aquí Nin se convierte en una escritora por derecho propio, influida por Otto Rank, Henry Miller, Lawrence Durrell y D. H. Lawrence. La Segunda Guerra Mundial ha comenzado y aparece como trasfondo dramático.
El Diario de Anaïs Nin, volumen 3 (1939-1944). Este volumen explica cómo Anaïs Nin, una autora avant-garde, establece contacto con el público estadounidense. La guerra está en pleno desarrollo y la gente que Nin conocía en París se ha dispersado. Anaïs regresa a los Estados Unidos.
El Diario de Anaïs Nin, volumen 4 (1944-1947). Este volumen es más fragmentario que los anteriores, pero contiene algunas de las observaciones más agudas de Nin sobre la vida y la literatura. Anaïs comienza a publicar sus novelas en forma comercial.
El Diario de Anaïs Nin, volumen 5 (1947-1955). Este volumen es muy fragmentario. Refleja la vida ecléctica de Nin, que incluye viajes constantes entre México, Los Ángeles, Nueva York, San Francisco y París. También lidia con la muerte de sus padres.
El Diario de Anaïs Nin, volumen 6 (1955-1966). Este volumen contiene más páginas que los anteriores, cubre un mayor número de años, y está más estructurado. Cubre hasta el año en que publica el primer volumen de sus diarios.
El Diario de Anaïs Nin, volumen 7 (1966-1974). El último volumen de los diarios, hasta antes de que las versiones inexpurgadas fueran publicadas, comenzando a finales de los 1980. Anaïs Nin finalmente logra el reconocimiento como escritora.

## Nuevas ediciones de partes del Diario, póstumas, sin censura
- Henry and June: From a Journal of Love. The Unexpurgated Diary of Anaïs Nin (1931–1932) (1986, traducción 1987)
- Incest: From a Journal of Love (1992, traducción 1995)
- Fire: From A Journal of Love (1995, traducción 2000)
- Nearer the Moon: From A Journal of Love (1996)

## Los diarios tempranos de Anaïs Nin
Hay muchos volúmenes de su diarios cuya fecha es anterior a la que corresponde a las ediciones publicadas originalmente. Estos diarios tempranos fueron publicados por primera vez en la década de 1980.
Linotte: Los diarios tempranos de Anaïs Nin (1914-1920). También llamados Diarios de infancia. Es una encantadora y entretenida visión de los primeros años de la vida de Anaïs, desde que tenía once hasta los diecisiete años.
Los diarios tempranos de Anaïs Nin volumen 2 (1920-1923). En esta etapa de su vida, es central su creciente conflicto entre su papel como mujer y su cada vez mayor determinación de convertirse en escritora.
Los diarios tempranos de Anaïs Nin volumen 3 (1923-1927)
Los diarios tempranos de Anaïs Nin volumen 4 (1927-1931)

## Homenajes póstumos
- 2001: En su novela Gata encerrada, la escritora cubana Daína Chaviano rindió tributo a Anaïs Nin, quien aparece como uno de los personajes principales de la trama que también incluye al escritor Henry Miller, el amante más conocido de la escritora.
- 2009: Otra autora cubana, Wendy Guerra, también se inspira en la escritora francesa de origen cubano-español para recrear algunos episodios de su vida en el libro Anaïs Nin: Posar desnuda en la Habana.

## Listado de obras
- D. H. Lawrence: Un estudio no profesional (1932)
- Collage (1964)
- Invierno de artificio (1939)
- Bajo la campana de cristal (1944)
- Escaleras hacia el fuego (1946)
- La casa del incesto (1949)
- Delta de Venus (Póstuma) (1977)
- Pajaritos
- Ciudades de interior (1959), en cinco tomos:
  - Pájaros de fuego (Póstuma)
  - Hijos del albatros (1947)
  - The Four-Chambered Heart
  - Una espía en la casa del amor (1954)
  - Seducción del Minotauro (1961)
- La novela del futuro (1972)
- A favor del hombre sensible
- Henry y June (1990)
- Incesto [4]
- Fuego (1995)
- Espejismos, diario inexpurgado 1939- 1947 [5]
- Más cerca de la luna (1996)
- El Diario de Anaïs Nin (1966-Póstuma)
  - 1931-1934 Vol. 1 (1969)
  - 1934-1939 Vol. 2 (1986)
  - 1939-1944 Vol. 3 (1983)
  - 1944-1947 Vol. 4 (1983)
  - 1947-1955 Vol. 5 (1975)
  - 1955-1966 Vol. 6 (1977)
  - 1966-1974 Vol. 7 (1981)
  - 1920-1923 Vol. 2 (1983)
  - 1923-1927 Vol. 3 (1985)
  - 1927-1931 Vol. 4 (1986)